# Automatische Schaltmatrix
Automatische Schaltmatrix, auch automatischer Schaltverteiler, Loop Management System (LMS), automated distribution frame oder automated main distribution frame, ist eine technische Lösung zur Schaltung von Kupferdoppeladern in der Telekommunikationsinfrastruktur.
Traditionell werden die Verbindungen (n Eingänge auf m Ausgänge) von Kupferdoppeladern von Technikern vor Ort manuell mit einem Schaltdraht (2 verdrillte Leitungen) im Bedarfsfall geschaltet (rangiert) bzw. aufgelöst.
Die automatische Schaltmatrix erlaubt, nach einer einmaligen initialen Verdrahtung aller Ein- und Ausgänge, das ferngesteuerte Schalten bzw. Auflösen der Verbindungen.
Die Vorteile der automatischen Schaltmatrix sind reduzierter Zeitaufwand, reduzierte Fehlerquellen in der Ausführung und Dokumentation, Senkung der Betriebsmittelkosten und Personaleinsparung.
Feldversuche wurden erfolgreich abgeschlossen, jedoch fand eine breite industrielle Einführung nicht statt (Stand: 2009).